# Velké chilské zemětřesení
Velké chilské zemětřesení (španělsky Gran Terremoto de Chile) neboli Zemětřesení ve Valdivii 1960 proběhlo 22. května 1960 v 15:11 místního času na jihu Chile. Jde o dosud nejsilnější zaznamenané zemětřesení v dějinách: jeho síla dosahovala 9,5 MW. Epicentrum se nacházelo v obci Lumaco v provincii La Araucanía, nedaleko od pobřeží.
Seismická aktivita pokračovala až do 6. června. Zemětřesení zároveň vyvolalo jednak výbuch sopky Puyehue v Andách, jednak tsunami, které poškodilo rozličná místa v Pacifiku, zejména na Havaji a v Japonsku.

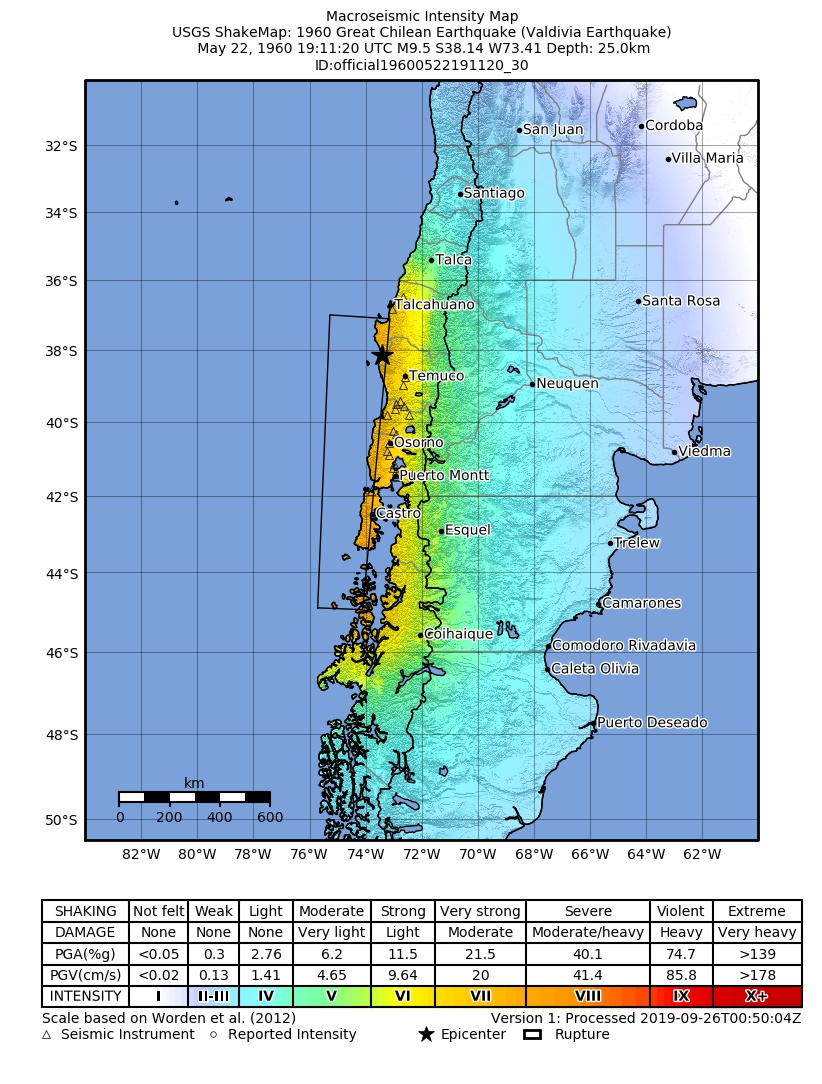
Mapa zasažené oblasti. Epicentrum označeno hvězdičkou.

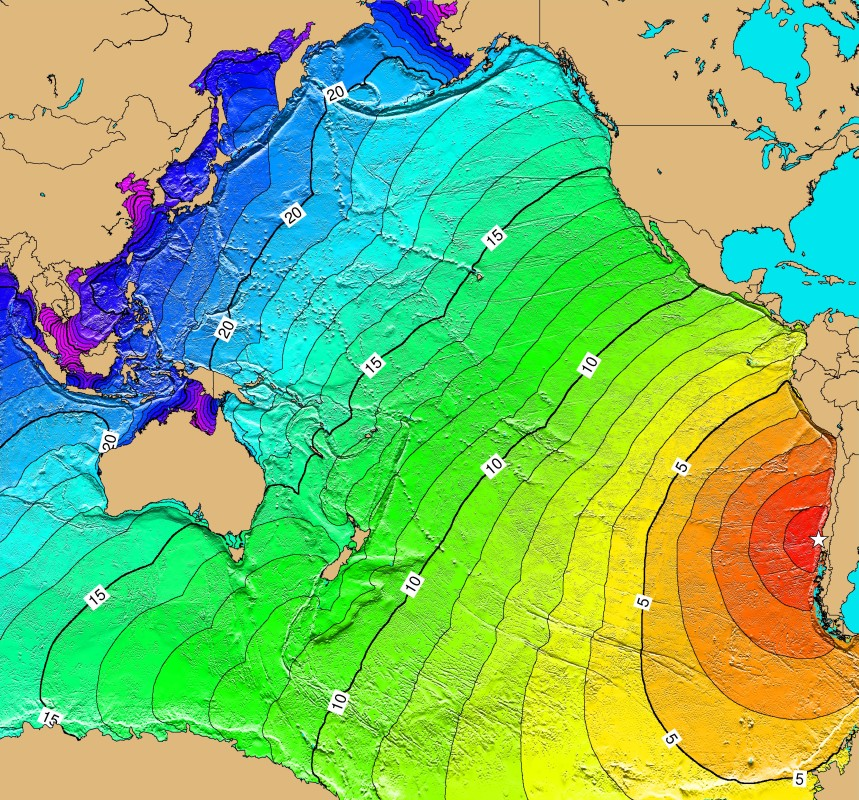
Mapa ukazuje rychlost vln tsunami přes Pacifik. Kontury jsou v hodinových intervalech. Barevná stupnice ukazuje výšku vln

Počet obětí je odhadován na 2000, poškozených byly přibližně 2 miliony. Nejvíce postiženo bylo přímořské město Valdivia jižně od epicentra a okolní region (dnes region Los Ríos). I severněji, ve městě Concepción, kde proběhlo o něco slabší zemětřesení již 20. května, se zřítila značná část domů a důležitý most přes řeku Bío Bío.